# Roraima (Schiff)
Die Roraima war ein 1883 in Dienst gestelltes Passagierschiff der kanadischen Reederei Quebec Steamship Company, das am 8. Mai 1902 während des Ausbruchs des Vulkans Mont Pelé im Hafen von Saint-Pierre auf Martinique vor Anker lag und von der gewaltigen Glutwolke zerstört wurde, die den Hang hinab raste und die Stadt unter sich begrub. 57 der 68 Menschen an Bord kamen ums Leben.

## Das Schiff
Das 2.712 BRT große Dampfschiff Roraima wurde 1883 in der Werft Aitken & Mansel im Glasgower Stadtteil Whiteinch auf dem Fluss Clyde gebaut. Es lief am 5. Juni 1883 vom Stapel. Das aus Eisen gebaute Schiff war 103,63 Meter lang, 11,64 Meter breit und hatte einen Tiefgang von sechs Metern. Es wurde mit zweizylindrigen Niederdruckdampfmaschinen von John & James Thomson and Company aus Glasgow angetrieben, die eine Leistung von bis zu 350 Pferdestärken erbringen konnten.
Das Schiff lief am 5. Juni 1883 unter dem Namen Ghazee für die in Glasgow ansässige Schifffahrtsgesellschaft Mogul Steamship Company Ltd. vom Stapel, die es als reines Frachtschiff einsetzte. Am 30. November 1899 wurde der Dampfer von der Quebec Steamship Company, einer 1867 gegründeten kanadischen Reederei mit Sitz in Québec, gekauft, die ihn in Roraima (nach dem gleichnamigen Bundesstaat in Brasilien) umbenannte und ihn als kombiniertes Passagier- und Frachtschiff nutzte. Die Roraima beförderte fortan Passagiere und Fracht von Québec zu den Westindischen Inseln.

## Vulkanausbruch auf Martinique
Am 8. Mai 1902, dem Himmelfahrtsdonnerstag, erreichte die Roraima gegen 06.30 Uhr den Hafen von Saint-Pierre, der Hauptstadt von Martinique, und ging vor Anker. Nach dem Frühstück wurde mit dem Entladen der Fracht begonnen. Ihr Kapitän war der aus Sydney (Nova Scotia) stammende George Muggah. An Bord waren 58 Besatzungsmitglieder und zehn Passagiere, darunter drei Frauen und drei Kinder. Kurz vor 08.00 Uhr konnten die Menschen an Bord Rauch aus dem Krater des etwa 1400 m hohen Mont Pelé kommen sehen und ein starkes Donnern vernehmen. Kurz danach kam es zu drei schweren Eruptionen des Vulkans, die noch hunderte Kilometer weit weg gehört werden konnten und die eine gewaltige Glutwolke auslösten. Die Wolke raste auf Saint-Pierre zu und zerstörte die Stadt in kürzester Zeit vollkommen. Zehntausende Menschen starben.
Als die Wolke das Meer erreichte, begann dieses zu kochen. Die meisten der im Hafen der Stadt liegenden Schiffe fielen dem Ausbruch zum Opfer und brannten ab oder gingen unter. Die Roraima wurde von brennenden Trümmern getroffen und von einer Welle aus Glut überrollt, die die Masten und den Schornstein kappte, die Decksaufbauten wegriss und das Schiff auf seine Steuerbordseite warf. Es kam zu einer heftigen Explosion, die das Schiff anhob und es wieder einsinken ließ. Die leicht entflammbare Ladung der Roraima fachte das Feuer noch mehr an. Glut und Asche regnete auf die in Panik fliehenden Passagiere, von denen die meisten hochgradige Verbrennungen erlitten und sofort getötet wurden. Das Schiff brannte noch am darauf folgenden Tag. Es sank drei Tage nach dem Vulkanausbruch auf Position 14° 56′ 51,9″ N, 61° 20′ 40,3″ W.
Von den 68 Menschen an Bord überlebten nur elf, die meisten davon mit schweren Verletzungen. Clara King, das schwarze Kindermädchen der wohlhabenden Familie Stokes aus Brooklyn, überlebte mit der achtjährigen Marguerite Hamilton Stokes („Rita“). Sie waren die überlebenden Passagiere. Ritas Mutter Mary und die Geschwister Eric (4 Jahre) und Olga (3 Jahre) kamen ums Leben. Die übrigen Überlebenden waren Mitglieder der Mannschaft. Die Überlebenden wurden von der Korona, einem Dampfer der gleichen Reederei wie die Roraima, unter dem Kommando von Kapitän J. W. Carey von St. Kitts nach New York gebracht, wo sie am 20. Mai 1902 eintraf. Das Wrack der Roraima liegt etwa 300 m vom Ufer entfernt in etwa 40 bis 45 m Tiefe auf ebenem Kiel. Es hat eine leichte Schlagseite nach Backbord. Der Bug wurde durch den Aufprall auf dem Grund eingedrückt und die Heckpartie ist teilweise vom Rumpf abgetrennt. Die Roraima ist das größte Wrack in der Bucht von Saint-Pierre und sie war zudem das größte Schiff, das durch den Ausbruch des Mont Pelé zerstört wurde.

## Galerie

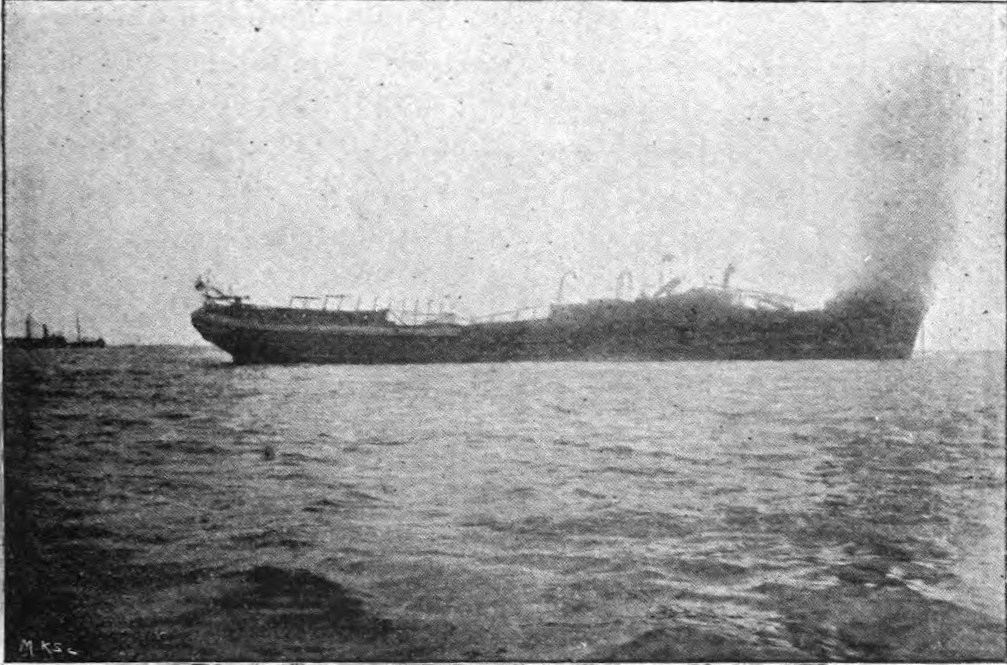
Roraima im Jahr 1902.
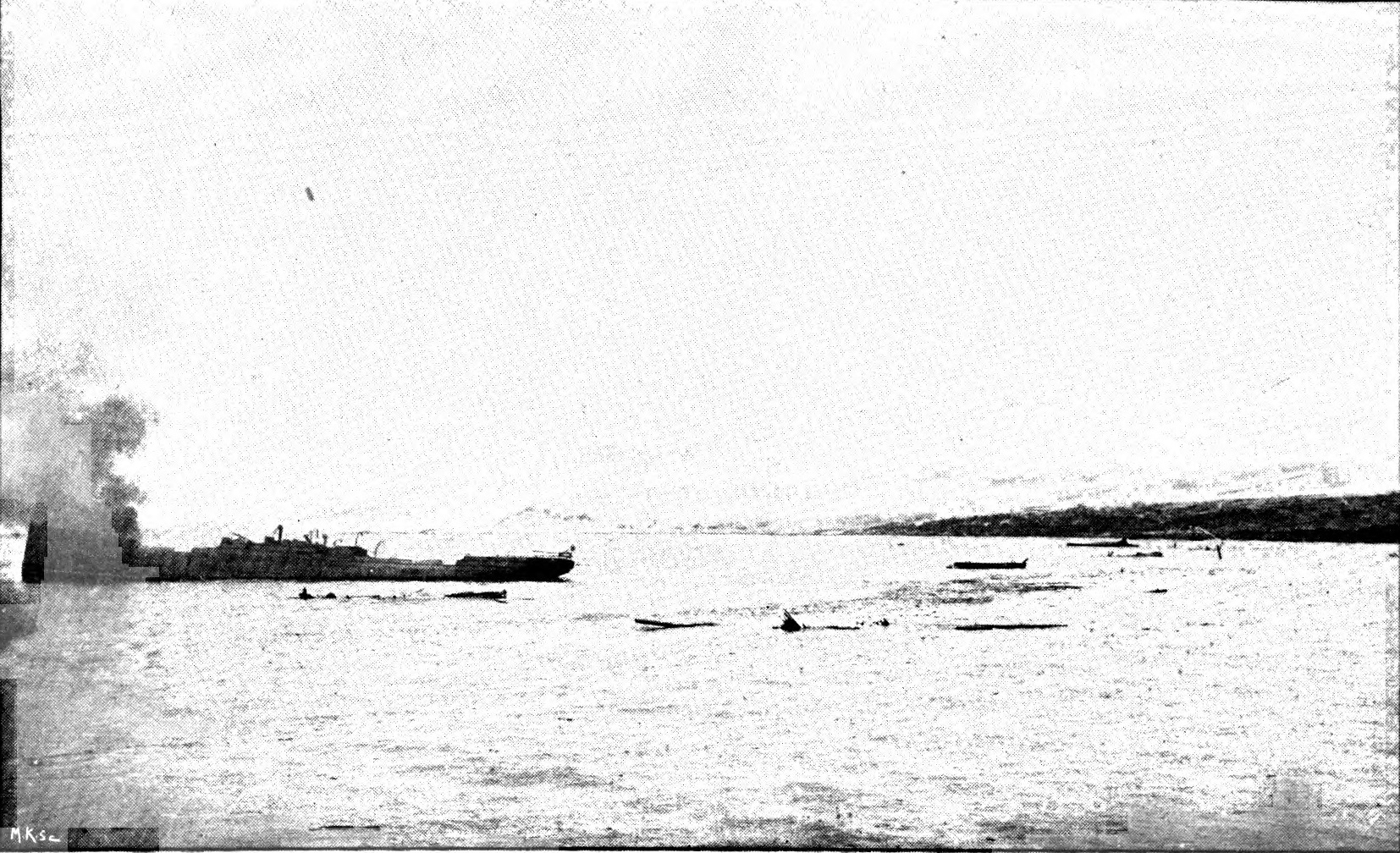
Roraima im Jahr 1902.
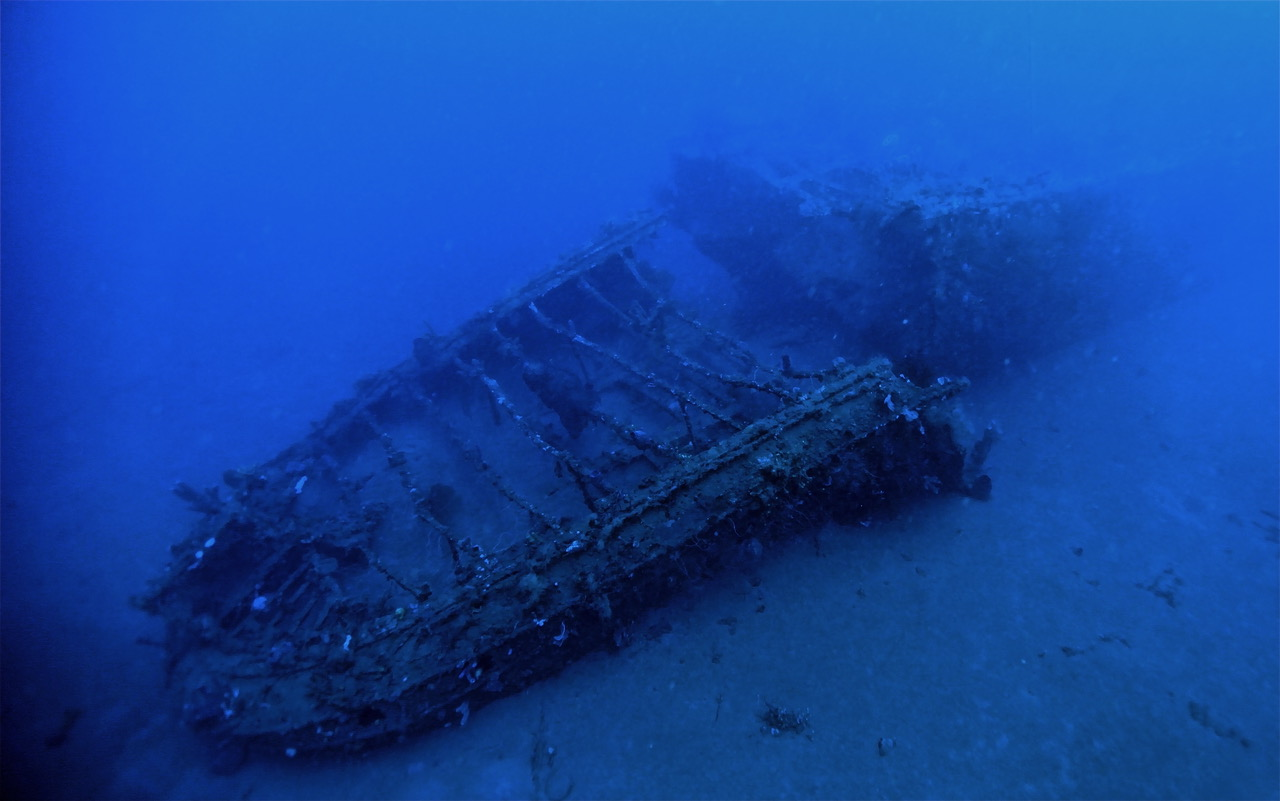
Roraima im Jahr 2023.
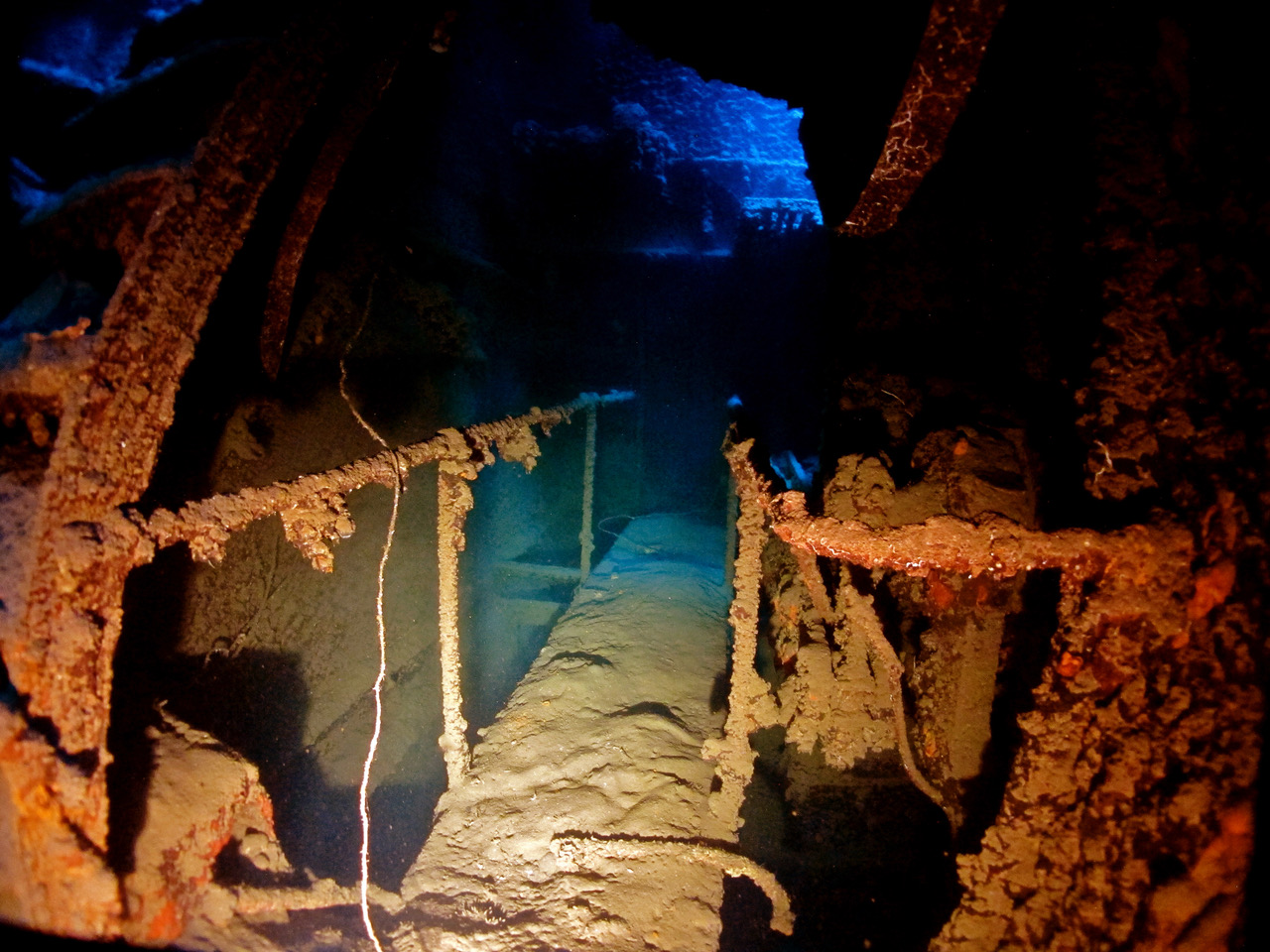
Roraima im Jahr 2023.
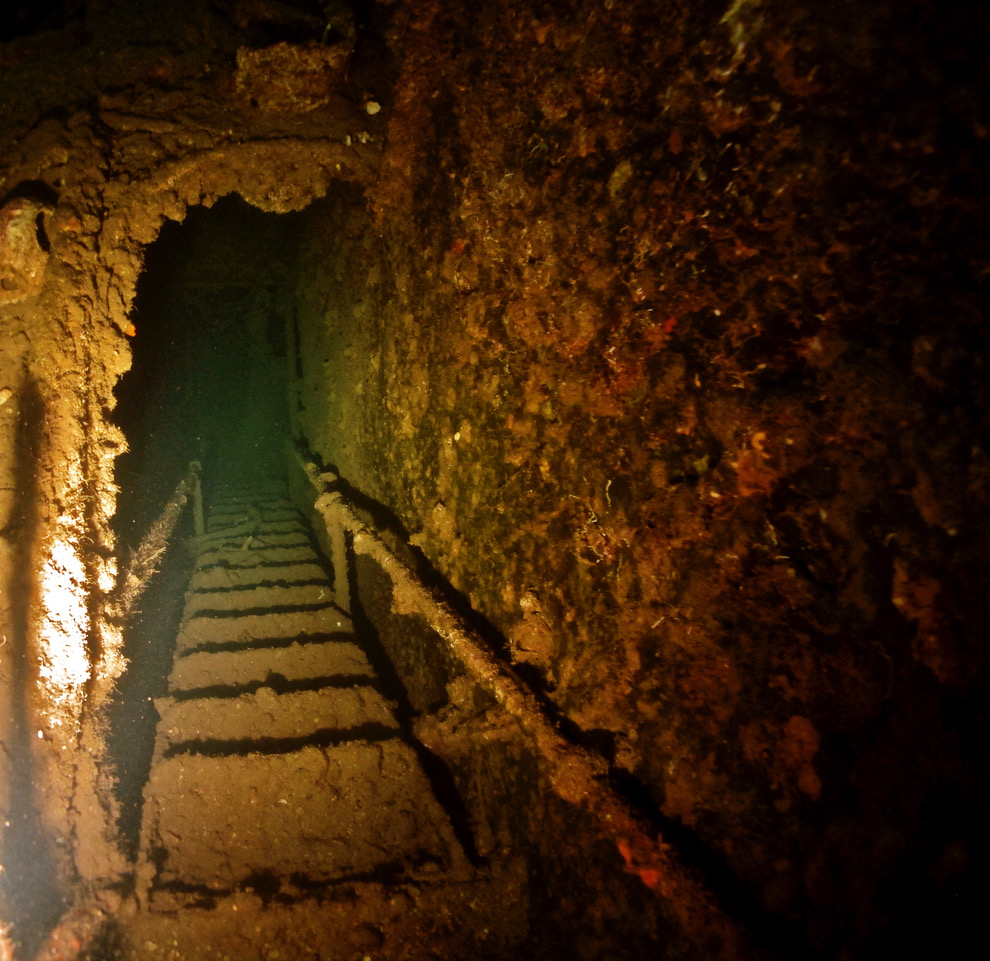
Roraima im Jahr 2023.
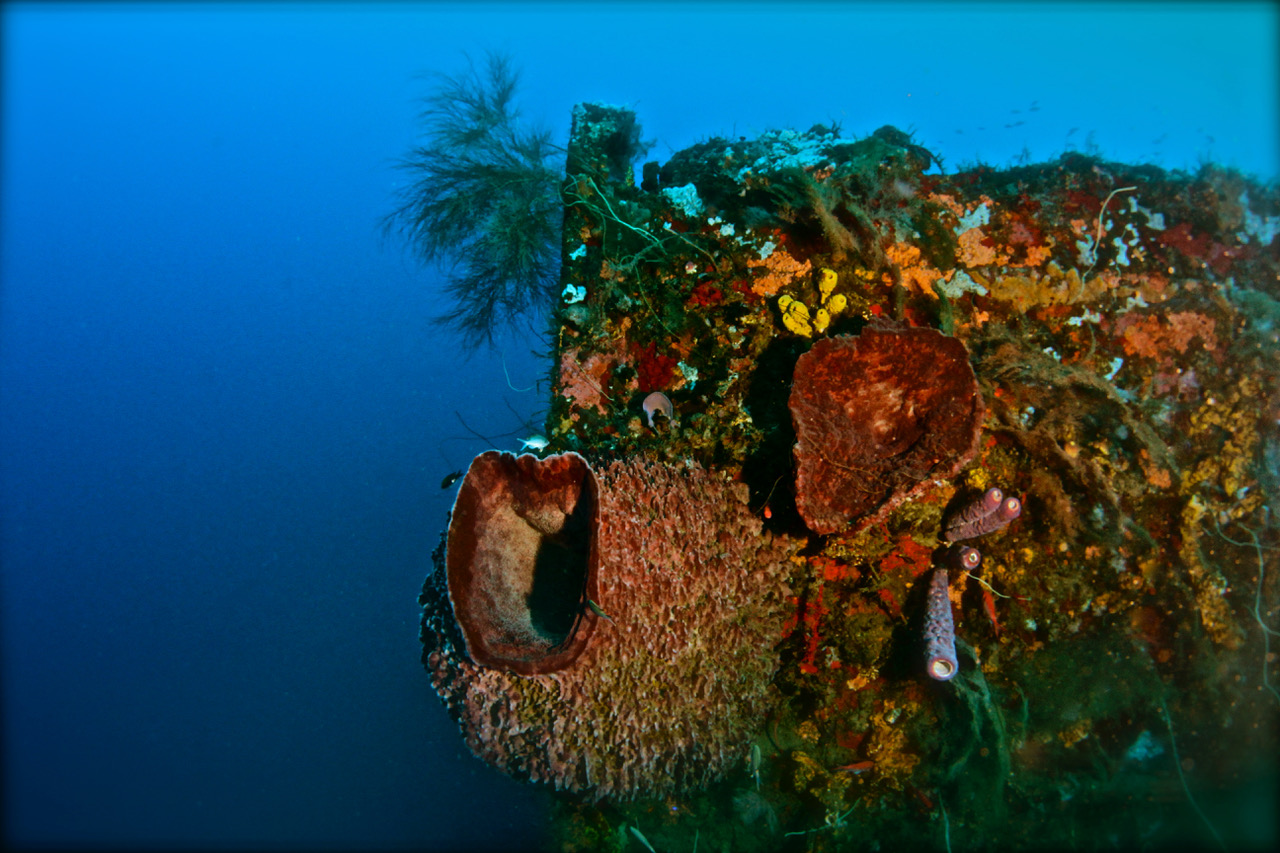
Roraima im Jahr 2023.
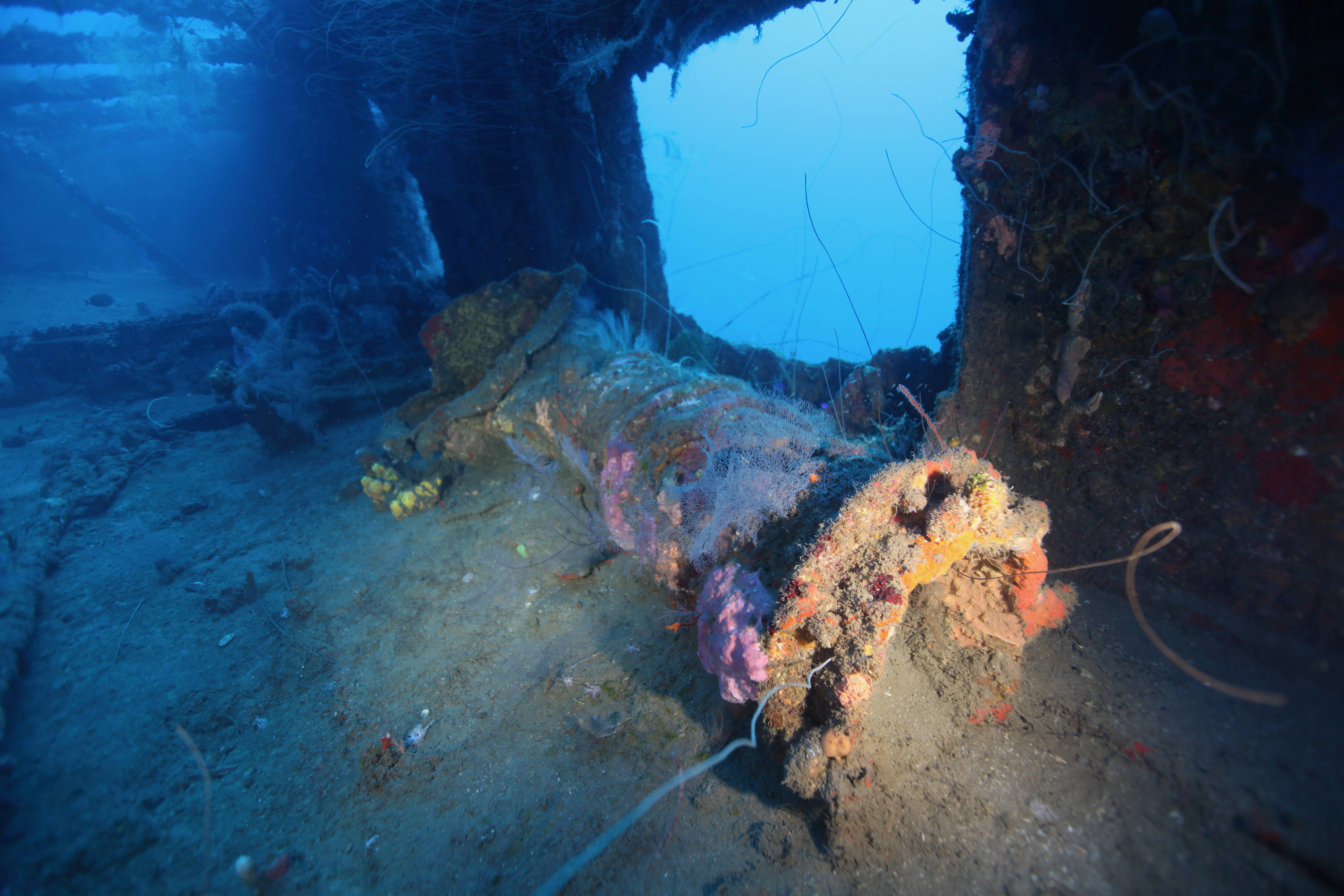
Roraima im Jahr 2023.
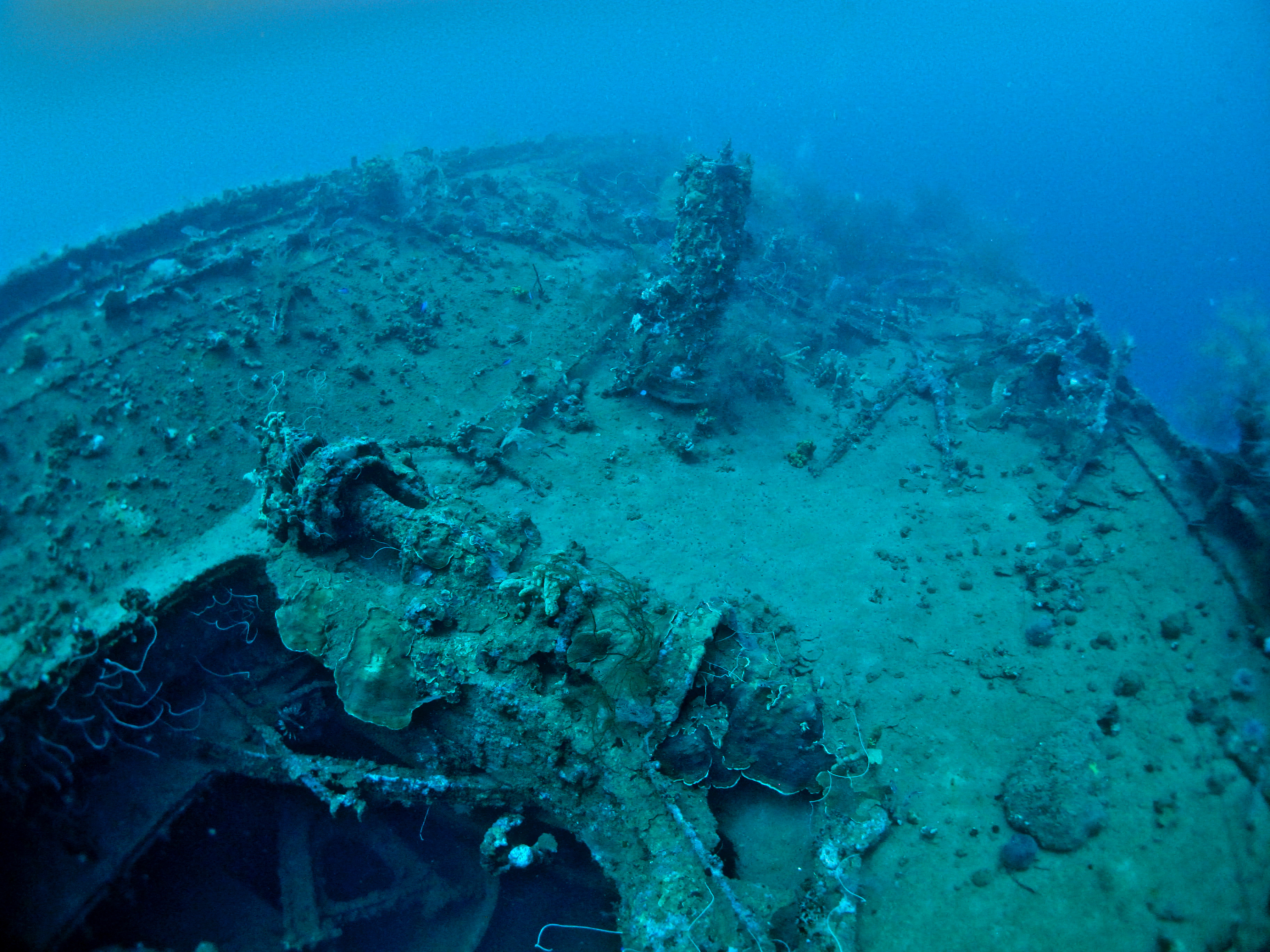
Roraima im Jahr 2023.
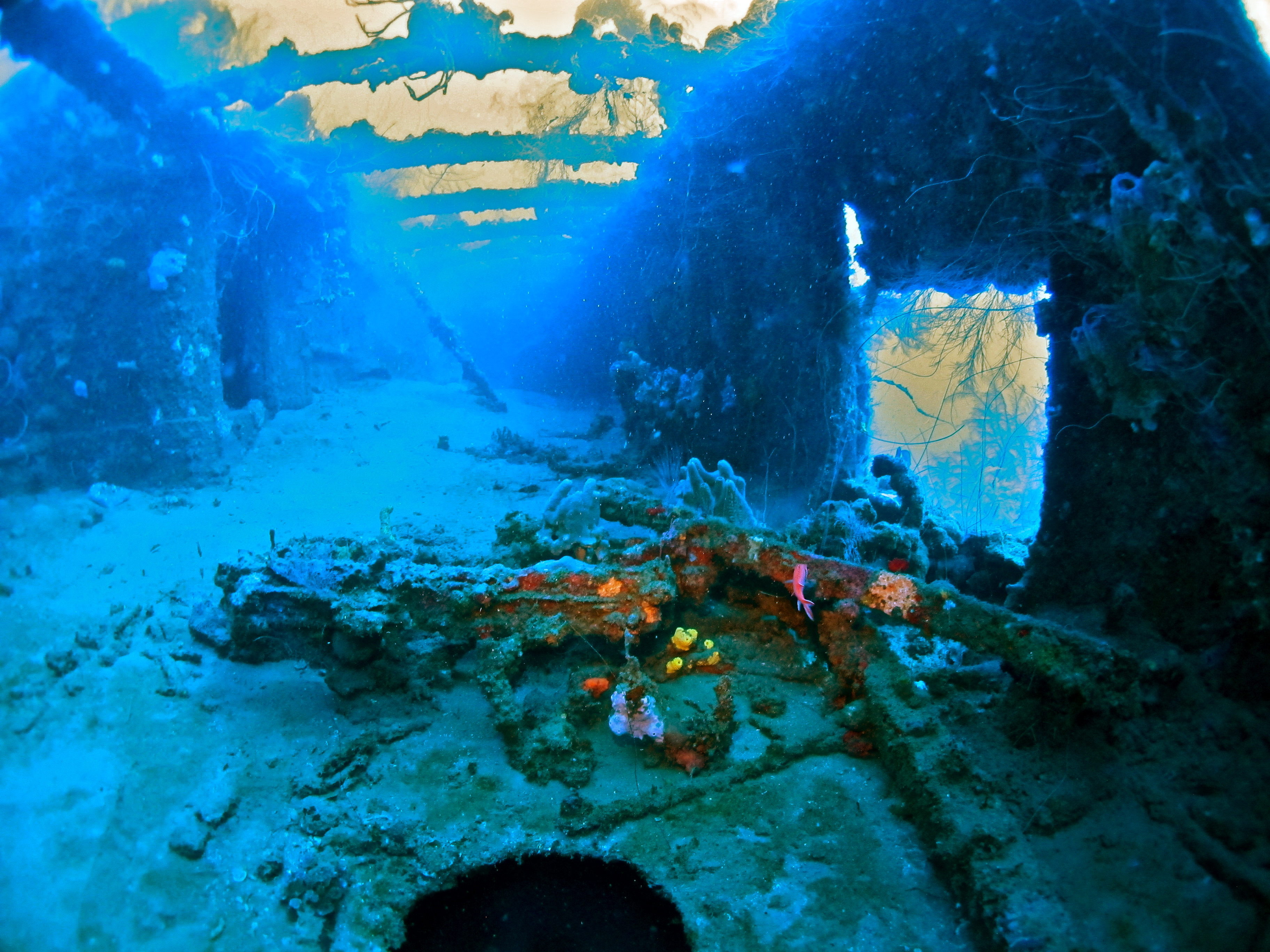
Roraima im Jahr 2023.
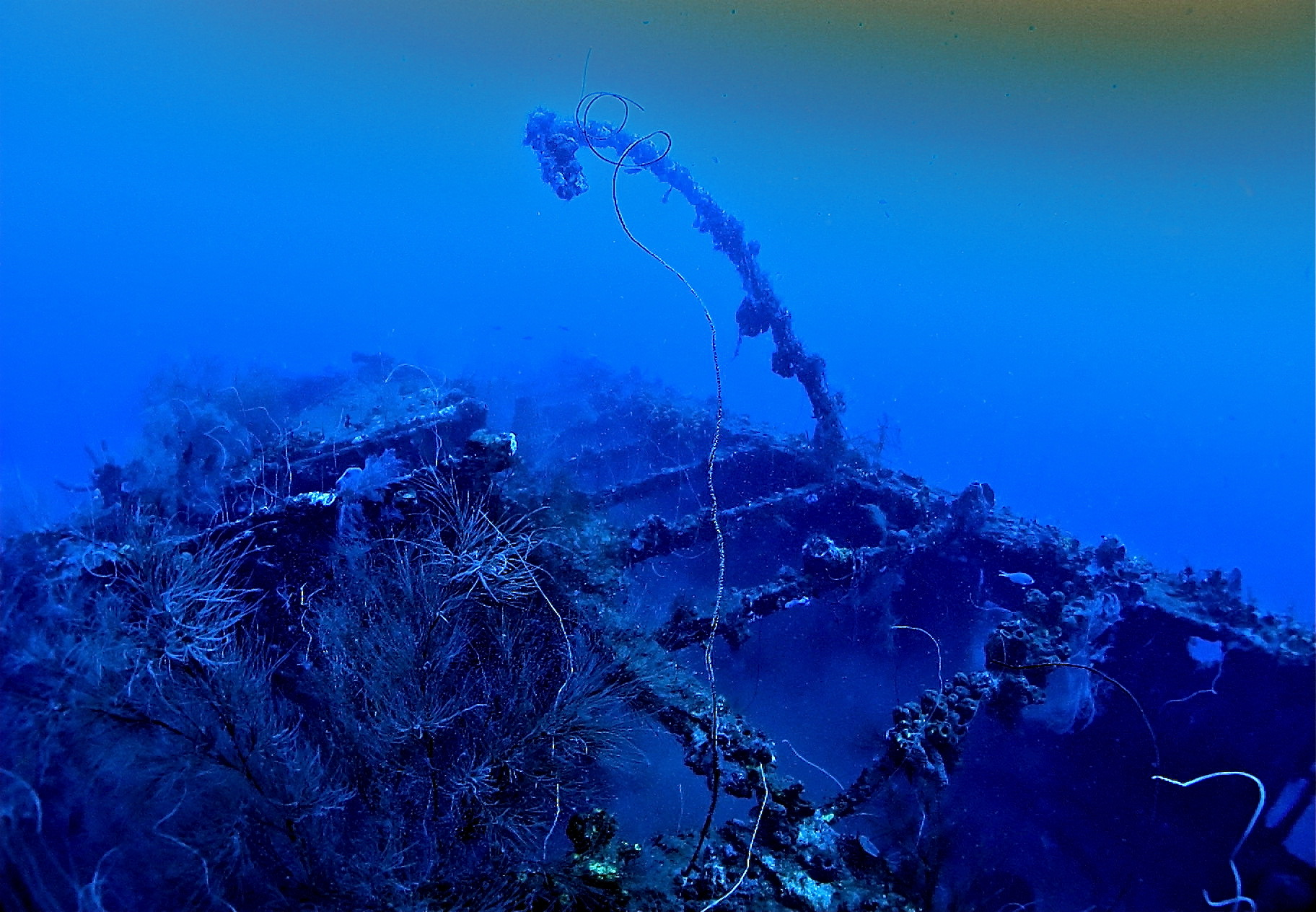
Roraima im Jahr 2023.